# Konstanty Bielecki
Konstanty Bielecki (ur. 5 maja 1905 w Lewandówce, na Podolu, zm. 15 marca 1977 w Huntington Beach) – major pilot-obserwator Wojska Polskiego, działacz społeczny na emigracji.

## Życiorys
Syn Józefa i Pelagii z Tyszkiewiczów. Egzamin maturalny zdał w 1924 roku w Gimnazjum Matematyczno-Przyrodniczym w Bydgoszczy. Następnie wstąpił do Szkoły Podchorążych Piechoty w Warszawie a następnie kontynuował naukę w Oficerskiej Szkole Lotnictwa w Grudziądzu. Ukończył ją w 1927 roku, uzyskując 40 lokatę podczas I promocji.
W stopniu sierżanta podchorążego obserwatora otrzymał przydział do 34 eskadry liniowej 3 pułku lotniczego w Poznaniu. W 1928 roku został awansowany do stopnia podporucznika, otrzymał tytuł i Odznakę Obserwatora. W 1932 roku został awansowany do stopnia porucznika.
W 2. pułku lotniczym ukończył kurs pilotażu. W dalszym ciągu służył w 34. eskadrze liniowej, gdzie objął w 1933 roku obowiązki zastępcy dowódcy eskadry. W latach 1934–1936 był wykładowcą w Szkole Podoficerów Lotnictwa dla Małoletnich w Bydgoszczy. Na stopień kapitana został mianowany ze starszeństwem z 19 marca 1937 i 9. lokatą w korpusie oficerów lotnictwa, grupa liniowa. W tym samym roku został przeniesiony do Szkoły Podchorążych Lotnictwa – Grupa Techniczna w Warszawie. W marcu 1939 pełnił w niej służbę na stanowisku kierownika wyszkolenia uzbrojenia. Jednocześnie pełnił obowiązki adiutanta szkoły.
Nie  brał udziału w walkach podczas kampanii wrześniowej, został ewakuowany przez Rumunię na teren Francji, następnie przedostał się do Wielkiej Brytanii. Wstąpił do RAF, otrzymał numer służbowy P-1055. Przeszedł przeszkolenie na kursie Air Traffic Conrol i do końca wojny służył w RAF Station Traffic Control. 
Po zakończeniu wojny został zdemobilizowany w stopniu majora, pozostał na emigracji w Kanadzie. Od 1948 roku był członkiem Stowarzyszenia Lotników Polskich (Polish Air Force Association), dzięki jego inicjatywie powstało koło SLP („Skrzydło”) w Montrealu, którego był pierwszym prezesem. Wspólnie z Stefanem Sznukiem przyczynił się do przyznania polskim byłym lotnikom PSP praw weteranów RAF-u w Kanadzie. W roku 1972 był delegatem SLP na Światowym Zjeździe Lotników w Montrealu. W latach 1961–1977 przebywał w Kalifornii, gdzie również brał czynny udział w pracach SLP.  Zmarł 15 marca 1977 roku w Huntington Beach, został pochowany na Talbert Ave - The Good Shepherd Cemetery. 

## Ordery i odznaczenia
- Medal Lotniczy (trzykrotnie)[6]
- Srebrny Krzyż Zasługi (22 maja 1939)[8][4]
- Odznaka Obserwatora (1928)